# 2014 FZ71
2014 FZ71 ist ein Planetoid, der am 24. März 2014 am Cerro Tololo Observatory, La Serena entdeckt wurde und zur Gruppe der Kuipergürtel-Planetoiden gehört. Der Asteroid läuft auf einer mäßig exzentrischen Bahn in 668 Jahren um die Sonne, so dass er sich in einer 4:1 Bahnresonanz mit dem Neptun befindet. Die Bahnexzentrizität seiner Bahn beträgt 0,27, wobei diese 25,44° gegen die Ekliptik geneigt ist.
2014 FZ71 gehört zu derselben Gruppe wie 2004 XR190, (690420) 2014 FC72, 2015 FJ345 und 2015 KQ174, die alle Umlaufbahnen mit großen Perihelia und moderaten Exzentrizitäten aufweisen. Die Theorien ihrer Umlaufbahnen beinhalten nahe Passagen von Sternen, unbekannte Planeten/Protoplaneten/Einzelgänger-Planeten im frühen Kuipergürtel sowie Bahnstörungen durch Resonanzeffekte mit einem nach außen migrierenden Neptun. Der Kozai-Effekt kann Bahnexzentrizität in eine höhere Bahnneigung umwandeln.